# Common Hardware Reference Platform
Het Common Hardware Reference Platform (CHRP) beschrijft een standaard voor het ontwerpen van moederborden voor computers met PowerPC-processors. De CHRP-specificatie werd gezamenlijk gepubliceerd door Apple, IBM en Motorola op 14 november 1995.
Net als zijn voorganger PReP, was CHRP bedoeld als een ontwerp om verschillende besturingssystemen te laten draaien op een standaard hardware platform en specificeerde het gebruik van Open Firmware en RTAS als abstractielaag boven op de hardware. In tegenstelling tot PReP bevatte CHRP elementen van de Power Macintosh-architectuur en was het bedoeld om het klassieke Mac OS en NetWare te ondersteunen, naast de vier besturingssystemen die destijds naar PReP waren geporteerd (Windows NT, OS/2, Solaris en AIX).
CHRP werd echter niet algemeen aanvaard in de computerindustrie. De enige systemen die geleverd werden met echte CHRP-hardware waren bepaalde modellen van de IBM RS/6000-serie met AIX. Motorola had ook plannen om CHRP in zijn PowerPC-systemen te gaan gebruiken. In juli 1997 kondigde het zijn eerste CHRP-systeem aan: de StarMax Pro 6000 Macintosh-kloon met een PowerPC G3-processor. Maar omdat Apple besliste om geen ondersteuning te bieden aan Macintosh-klonen met CHRP is deze machine uiteindelijk nooit op de markt gebracht.
Mac OS 8 bevat ondersteuning voor CHRP en "New World" Power Macintosh-computers zijn gedeeltelijk gebaseerd op CHRP en PReP.